# Ибрагим Хакими
Ибрагим Хакими (перс. اابراهیم حکیمی‎; род. 1 апреля, 1871 — 28 октября 1959) — премьер-министр (визирь) Ирана при Мохаммед Реза Пехлеви, государственный деятель.

## Биография
Ибрагим-хан родился в 1871 году в городе Тебризе в семье Мирза Абул Хасана. Получил среднее и высшее образование в Тегеране.
Начало переговоров (до отставки Кавама с поста главы правительства) можно считать оптимистичным для иранской стороны, которая заняла весьма твердую позицию. После вынужденной отставки Кавама его сменил Ибрагим Хакими, выходец из аристократической семьи, известный своими связями с Великобританией. При нём никаких шагов для восстановления национальных прав Ирана в отношении южной нефти фактически не предпринималось, а министр финансов А. Наджм практически открыто защищал интересы АИНК. Это было одной из основных причин быстрого падения правительства Хакими.
В 1945 году кабинет Хакими:
В новом правительстве министерские портфели распределились следующим образом: Надир Мирза Араста — министр дорог; Анушираван Сипахбуди — министр иностранных дел; Абдул Гасан Наджмул-Мульк — министр промышленности; Гулам Гусейн Рахнума — министр просвещения; Аллахъяр хан Салех — министр юстиции; Ибрагим-хан Зенд — военный министр; Исмаил Марзибан — министр здравоохранения; Насрулла Эхтушам-уль-Мульк — министр сельского хозяйства; Абдул Гусейн Хажир — министр финансов; Насир уль-Мульк Хидаят и Мустафа Адл — министры без портфелей. 13 мая премьер объявил в парламенте программу нового правительства. Программа, состоящая из 7 пунктов, была в основном посвящена укреплению дружественных отношений Ирана с союзниками, решению экономических, налоговых, бюджетных и т. п. задач.
Иногда назначение на правительственные посты бахаитов вызывало вспышки религиозного фанатизма среди населения. Так, в 1948 году премьер-министр Ирана Ибрагим Хакими был вынужден подать в отставку, а премьером был назначен Хажир, проамерикански настроенный бывший министр финансов в кабинете Кавама ас-Салтанэ. Ещё за два месяца до этого заранее осведомленный о грядущем назначении аятолла Кашани выпустил листовку, где характеризовал Хажира как англофила и бахаита, призывая народ закрыть лавки и базары, считая «долгом всех верующих» выразить протест против этого назначения. Обвинение Хажира в бахаизме послужило сигналом для массовых расправ с бахаитами в Ширазе, Мехабаде, Шахруде, Резайе и других городах, пока власти не прибегли к силе для прекращения волнений.
Ибрагим Хакими умер в 1959 году в Тегеране.